# Rudolf Finkelnburg
Wilhelm Rudolf Finkelnburg (ur. 15 grudnia 1870 w Godesbergu, zm. 10 czerwca 1950 w Bonn) – niemiecki lekarz neurolog. Profesor medycyny wewnętrznej na Uniwersytecie Fryderyka Wilhelma w Bonn. Jego ojcem był lekarz Carl Maria Ferdinand Finkelnburg, synem Wolfgang Finkelnburg.

## Wybrane prace
- (1894) Untersuchung über die Ausbreitung und Frequenz der Krebserkrankungen im preussischen Staate[2]
- (1902) Beitrag zur Symptomatologie und Diagnostik der Gehirntumoren und des chronischen Hydrocephalus[3]
- (1902) Ueber Rückenmarksveränderungen bei Hirndruck[4]
- (1913) Partielle Rindenatrophie und intakte Pyramidenbahn in einem Fall von kongenitaler spastischer Paraplegie (Little)[5]
- (1914) Beitrag zur Klinik und Anatomie der Schußverletzungen des Rückenmarks[6]
- (1918) Über die Bedeutung nervöser Herzgefäßstörungen für die Entstehung von Arteriosklerose[7]
- (1920) Lehrbuch der Unfallbegutachtung der inneren und Nervenkrankheiten für Studierende und Ärzte[8]